# Mayra Sérbulo
Mayra Sérbulo Cortés est une actrice mexicaine, née le 13 janvier 1970 à Santa María Jalapa del Marqués dans l'État d'Oaxaca au Mexique.

## Biographie
Mayra Sérbulo a commencé son expérience sur la scène en remportant des danses folkloriques mexicaines et des concours de déclamation. Ses parents ont favorisé son éducation artistique. Elle a pris des cours de claquettes, de chant et des cours de comédie. Ceux-ci ont été ceux qui l'intéressaient le plus. À 14 ans, elle a déménagé de sa ville natale d'Oaxaca de Juárez au Mexique à la poursuite d'une carrière d'actrice. Diplômée du Mayra "CUT" (Institut Université de Théâtre) en 1987, elle a travaillé ensuite dans différentes pièces de théâtre mexicaines classiques, y compris Ixok. Son premier film date de 1990 : c'était Cabeza de Vaca où elle jouait le rôle de Sérbulo.

## Carrière
Mayra Sérbulo a travaillé tout de suite après dans El retablo del dorado, réalisé par José Sanchis Sinisterra. Elle a ensuite travaillé sur plusieurs émissions de télévision. À la suite de sa participation au film du célèbre réalisateur mexicain Guita Schyfter, Novia que te Vea (1995), elle fut considérée comme la meilleure actrice de sa génération[réf. nécessaire]. Son rôle dans le film Shadow of the pepper tree lui permet d'obtenir un rôle dans le film de Mel Gibson, Apocalypto. Elle possède sa propre société de production.

## Filmographie
- Cabeza de Vaca (1991)
- Wild blue moon (1992)
- Haciendo la lucha (1993)
- Novia que te vea (1994)
- Shadow of the pepper tree (1995)
- ¿Que hora es? (1996)
- Un embrujo (1998)
- Le Mexicain (2001)
- Y tu mamá también (2001)
- Cuento de hadas para dormir cocodrilos (2002)
- Mezcal (2004)
- Apocalypto (2006)
- La Zona (2007)
- Amar a morir (2009)
- Espiral (2009)